# Draft WNBA 1997
Il Draft WNBA 1997 fu il primo draft tenuto dalla WNBA. A differenza dei normali draft, si svolse in tre fasi. Nella prima (22 gennaio 1997), chiamata Initial Player Allocation,  16 giocatrici vennero assegnate a ciascuna squadra senza alcun ordine particolare. Nella seconda (27 febbraio 1997), chiamata Elite Draft, le squadre selezionarono due giocatrici che avevano già militato in altri campionati professionistici. Nella terza (28 aprile 1997), venne tenuto il draft vero e proprio, e le squadre selezionarono giocatrici appena uscite dal college.

## Initial player allocation
|  | Giocatrici selezionate per l'all-star game WNBA |

| Scelta | Giocatrice              | Nazionalità | Squadra WNBA        | College/Squadra di club |
| ------ | ----------------------- | ----------- | ------------------- | ----------------------- |
| 1      | Vicky Bullett (C)       | Stati Uniti | Charlotte Sting     | Maryland Terrapins      |
| 2      | Andrea Stinson (G)      | Stati Uniti | Charlotte Sting     | NCSU Wolfpack           |
| 3      | Janice Lawrence (C)     | Stati Uniti | Cleveland Rockers   | L.T. Lady Techsters     |
| 4      | Michelle Edwards (G)    | Stati Uniti | Cleveland Rockers   | Iowa Hawkeyes           |
| 5      | Sheryl Swoopes (F)      | Stati Uniti | Houston Comets      | TTU Lady Raiders        |
| 6      | Cynthia Cooper (G)      | Stati Uniti | Houston Comets      | USC Trojans             |
| 7      | Lisa Leslie (C)         | Stati Uniti | Los Angeles Sparks  | USC Trojans             |
| 8      | Penny Toler (G)         | Stati Uniti | Los Angeles Sparks  | Long Beach 49ers        |
| 9      | Rebecca Lobo (C/F)      | Stati Uniti | New York Liberty    | UConn Huskies           |
| 10     | Teresa Weatherspoon (G) | Stati Uniti | New York Liberty    | L.T. Lady Techsters     |
| 11     | Michele Timms (G)       | Australia   | Phoenix Mercury     | GoldZack Wuppertal      |
| 12     | Jennifer Gillom (C)     | Stati Uniti | Phoenix Mercury     | Ole Miss Rebels         |
| 13     | Ruthie Bolton (G)       | Stati Uniti | Sacramento Monarchs | Auburn Tigers           |
| 14     | Bridgette Gordon (F)    | Stati Uniti | Sacramento Monarchs | Tenn. L. Volunteers     |
| 15     | Elena Baranova (C/F)    | Russia      | Utah Starzz         | CSKA Mosca              |
| 16     | Lady Hardmon (G)        | Stati Uniti | Utah Starzz         | Georgia L. Bulld.       |

## Elite draft

### Primo giro
| Scelta | Giocatrice                 | Nazionalità | Squadra WNBA        | College/Squadra di club |
| ------ | -------------------------- | ----------- | ------------------- | ----------------------- |
| 1      | Dena Head (G)              | Stati Uniti | Utah Starzz         | Tenn. L. Volunteers     |
| 2      | Isabelle Fijalkowski (C/F) | Francia     | Cleveland Rockers   | Colorado Buffaloes      |
| 3      | Rhonda Mapp (C/F)          | Stati Uniti | Charlotte Sting     | NCSU Wolfpack           |
| 4      | Kym Hampton (C/F)          | Stati Uniti | New York Liberty    | ASU Sun Devils          |
| 5      | Wanda Guyton (F)           | Stati Uniti | Houston Comets      | South Florida Bulls     |
| 6      | Judy Mosley (F)            | Stati Uniti | Sacramento Monarchs | Hawaii R. Wahine        |
| 7      | Bridget Pettis (F)         | Stati Uniti | Phoenix Mercury     | Florida Gators          |
| 8      | Daedra Charles (C)         | Stati Uniti | Los Angeles Sparks  | Tenn. L. Volunteers     |

### Secondo giro
| Scelta | Giocatrice          | Nazionalità | Squadra WNBA        | College/Squadra di club |
| ------ | ------------------- | ----------- | ------------------- | ----------------------- |
| 9      | Wendy Palmer (F)    | Stati Uniti | Utah Starzz         | Virginia Cavaliers      |
| 10     | Lynette Woodard (G) | Stati Uniti | Cleveland Rockers   | Kansas Jayhawks         |
| 11     | Michi Atkins (F)    | Stati Uniti | Charlotte Sting     | TTU Lady Raiders        |
| 12     | Vickie Johnson (F)  | Stati Uniti | New York Liberty    | L.T. Lady Techsters     |
| 13     | Janeth (F)          | Brasile     | Houston Comets      | Polti                   |
| 14     | Mikiko Hagiwara (G) | Giappone    | Sacramento Monarchs | Japan Energy Griffins   |
| 15     | Nancy Lieberman (G) | Stati Uniti | Phoenix Mercury     | ODU L. Monarchs         |
| 16     | Zheng Haixia (C)    | Cina        | Los Angeles Sparks  | -                       |

## College draft

### Primo giro
| Scelta | Giocatrice         | Nazionalità | Squadra WNBA        | College/Squadra di club |
| ------ | ------------------ | ----------- | ------------------- | ----------------------- |
| 1      | Tina Thompson (F)  | Stati Uniti | Houston Comets      | USC Trojans             |
| 2      | Pamela McGee (C)   | Stati Uniti | Sacramento Monarchs | USC Trojans             |
| 3      | Jamila Wideman (G) | Stati Uniti | Los Angeles Sparks  | Stanford Cardinal       |
| 4      | Eva Němcová (G)    | Rep. Ceca   | Cleveland Rockers   | C.J.M. Bourges          |
| 5      | Tammi Reiss (G)    | Stati Uniti | Utah Starzz         | Virginia Cavaliers      |
| 6      | Sue Wicks (F)      | Stati Uniti | New York Liberty    | Rutgers S. Knights      |
| 7      | Tora Suber (G)     | Stati Uniti | Charlotte Sting     | Virginia Cavaliers      |
| 8      | Toni Foster (F/C)  | Stati Uniti | Phoenix Mercury     | Iowa Hawkeyes           |

### Secondo giro
| Scelta | Giocatrice             | Nazionalità | Squadra WNBA        | College/Squadra di club |
| ------ | ---------------------- | ----------- | ------------------- | ----------------------- |
| 9      | Tia Jackson (G/F)      | Stati Uniti | Phoenix Mercury     | Iowa Hawkeyes           |
| 10     | Sharon Manning (C/F)   | Stati Uniti | Charlotte Sting     | NCSU Wolfpack           |
| 11     | Sophia Witherspoon (G) | Stati Uniti | New York Liberty    | Florida Gators          |
| 12     | Jessie Hicks (F/C)     | Stati Uniti | Utah Starzz         | Maryland Terrapins      |
| 13     | Merlakia Jones (G/F)   | Stati Uniti | Cleveland Rockers   | Florida Gators          |
| 14     | Tamecka Dixon (G)      | Stati Uniti | Los Angeles Sparks  | Kansas Jayhawks         |
| 15     | Denique Graves (C)     | Stati Uniti | Sacramento Monarchs | Howard Bison            |
| 16     | Tammy Jackson (F/C)    | Stati Uniti | Houston Comets      | Florida Gators          |

### Terzo giro
| Scelta | Giocatrice             | Nazionalità | Squadra WNBA        | College/Squadra di club |
| ------ | ---------------------- | ----------- | ------------------- | ----------------------- |
| 17     | Racquel Spurlock (C)   | Stati Uniti | Houston Comets      | L.T. Lady Techsters     |
| 18     | Chantel Tremitiere (G) | Stati Uniti | Sacramento Monarchs | Auburn Tigers           |
| 19     | Katrina Colleton (G)   | Stati Uniti | Los Angeles Sparks  | Maryland Terrapins      |
| 20     | Tina Nicholson (G)     | Stati Uniti | Cleveland Rockers   | Penn State L. Lions     |
| 21     | Raegan Scott (F/C)     | Stati Uniti | Utah Starzz         | Colorado Buffaloes      |
| 22     | Trena Trice (F/C)      | Stati Uniti | New York Liberty    | NCSU Wolfpack           |
| 23     | Debra Williams (G)     | Stati Uniti | Charlotte Sting     | L.T. Lady Techsters     |
| 24     | Umeki Webb (G/F)       | Stati Uniti | Phoenix Mercury     | NCSU Wolfpack           |

### Quarto giro
| Scelta | Giocatrice              | Nazionalità             | Squadra WNBA        | School/Club Team      |
| ------ | ----------------------- | ----------------------- | ------------------- | --------------------- |
| 25     | Monique Ambers (F)      | Stati Uniti             | Phoenix Mercury     | ASU Sun Devils        |
| 26     | Andrea Congreaves (F/C) | Regno Unito             | Charlotte Sting     | Mercer Bears          |
| 27     | Kisha Ford (G/F)        | Stati Uniti             | New York Liberty    | Georgia T. Yel. Jack. |
| 28     | Kim Williams (G)        | Stati Uniti             | Utah Starzz         | DePaul B. Demons      |
| 29     | Anita Maxwell (F)       | Stati Uniti             | Cleveland Rockers   | N.M. State Aggies     |
| 30     | Travesa Gant (C)        | Stati Uniti             | Los Angeles Sparks  | Lamar L. Cardinals    |
| 31     | Tajama Abraham (C)      | Isole Vergini Americane | Sacramento Monarchs | GW Revolutionaries    |
| 32     | Catarina Pollini (F)    | Italia                  | Houston Comets      | Pool Comense          |